# NGC 7679
NGC 7679 is een lensvormig sterrenstelsel in het sterrenbeeld Vissen. Het hemelobject werd op 23 september 1864 ontdekt door de Duits-Deense astronoom Heinrich Louis d'Arrest.

## Synoniemen
- UGC 12618
- IRAS 23262+0314
- MCG 0-59-46
- ZWG 380.61
- MK 534
- VV 329
- KUG 2326+032
- Arp 216
- PGC 71554